# Petr Hort
Petr Hort (* 15. října 1946 Koněšín – 6. října 2002 Praha) byl český politik, člen Občanské demokratické strany, na přelomu 20. a 21. století poslanec Poslanecké sněmovny.

## Biografie
Vystudoval Vysokou školu zemědělskou. Pracoval jako zootechnik, středoškolský učitel a v roce 1996 se uvádí jako ředitel územního odboru Ministerstva zemědělství v Třebíči. Byl ženatý, měl dva syny. V senátních volbách roku 1996 kandidoval za senátní obvod č. 53 – Třebíč jako kandidát ODS do horní komory parlamentu. Získal 28 % v 1. kole, ale ve 2. kole ho porazil a senátorem se stal Pavel Heřman.
Ve volbách v roce 1998 byl zvolen do poslanecké sněmovny za ODS (volební obvod Jihomoravský kraj). Ve sněmovně setrval do voleb v roce 2002. Byl členem sněmovního zemědělského výboru.
Od roku 1990 byl členem obecního zastupitelstva v rodném Koněšíně, kde v roce 1992 získal v restituci statek. V komunálních volbách roku 1994, komunálních volbách roku 1998 a komunálních volbách roku 2002 neúspěšně za ODS kandidoval do zastupitelstva obce Koněšín. K roku 2002 se profesně uváděl jako samostatný referent.
V roce 2001 se stal místopředsedou krajské organizace ODS na Vysočině.